# Schmalspurbahn Saint-Just–Vaugneray
Die Schmalspurbahn Saint-Just–Vaugneray war eine meterspurige Kleinbahn in Frankreich, die Vaugneray mit der Bergstation Saint-Just der Standseilbahn Funiculaire de Saint-Just in Lyon–Saint-Just verband. Der Betrieb wurde am 19. April 1886 aufgenommen und am 2. November 1954 wieder eingestellt. Die Bahn wurde von der Gesellschaft Fouvière Ouest-Lyonnais betrieben und wechselte 1911 zur Omnibus et Tramways de Lyon (OTL).
Die Bahn war Teil eines Netzes, das die Ebene von West-Lyon mit Vaugneray und Mornant verband.

## Die Anfänge
1872 hatte Claude Bourget einen ersten Projektentwurf geliefert. Als Ingenieur hatte er mehrere Pläne für Bergbahnen in Lyon entworfen: die Standseilbahnen von Croix-Rousse, Saint-Just und Fourvière. Zudem einen Entwurf für eine Normalspurbahn, die Lyon mit Rive-de-Gier via Sainte-Foy-lès-Lyon, Francheville, Chaponost und Brindas verbinden sollte. Für dieses Projekt fehlten jedoch die Finanzmittel und es wurde abgelehnt.
1879 beantragte der Lyoner Ingenieur M. Devos die Konzession für eine Linie, die annähernd dem Projekt von 1872 entsprach. Die Eigentümer der 1878 eröffneten Standseilbahn Saint-Jean–Saint-Just widersprachen dem Vorschlag und schlugen eine Verbindung (eingleisig und meterspurig) zwischen dem Bahnhof Saint-Just und Mornant mit einer Anschlussverbindung nach Vaugneray vor. Diesem Projekt stimmte der Conseil général du Rhône im Jahr 1880 zu. 
Das Projekt wurde 1882 als für „allgemein notwendig“ erklärt. Die Compagnie du chemin de fer de Fourvière et de l'Ouest lyonnais (FOL) erhielt die Betriebserlaubnis. Die Arbeiten begannen im April 1884 und endeten im Frühjahr 1886 in Vaugneray; der Anschluss nach Mornant wurde 1887 fertig.

## Infrastruktur
Die Bahn verkehrte weitgehend auf eigener Trasse  auf einem den Möglichkeiten des ausgehenden 19. Jahrhunderts entsprechenden festen Untergrund. Die eingleisige Strecke hatte starke Steigungen von bis zu 25 ‰, im letzten Anstieg nach Vaugneray sogar 32 ‰, da es galt, einen Höhenunterschied von 213,50 m in Étoile d'Alaï auf 411 m in Vaugneray-Bourg zu bewältigen. Die Kurven wiesen Radien von mindestens 200 m auf. Auf der Strecke gab es 26 Bahnübergänge.
Ein wichtiges Bauwerk war das Viadukt von Alaï über den Fluss Charbonnières bei Francheville. Dessen Metallträger ruhten auf vier gemauerten Brückenpfeilern, die Brücke war 207 m lang und 28 m hoch. Die Pfeiler wurden 17 m tief versenkt und sind heute noch zu sehen.

### Streckenführung
Die Strecke der Gesellschaft FOL verband die Stadtviertel Saint-Just und Saint-Jean mit einer Standseilbahn, die 1901 zur Zahnradbahn umgebaut wurde. Der Bahnhof Saint-Just lag neben dem der Zahnradbahn, deren Depot befand sich auf dem Gelände des Bahnhofs Saint-Just. Die Strecke folgte der Hügelkette Loyasse, führte am Berghang Champvert entlang und erreichte schließlich die Station Massues. Die Trasse führte beständig bergab und erreichte in La Demi Lune den tiefsten Punkt der Strecke. Auf dem Weg dorthin fuhr der Zug durch einen Tunnel und über drei Bücken. Eine kurze Nebenstrecke (zwischen 1900 und 1901 genutzt) zweigte zwischen Grange-Blanche und der Haltestelle Demi-Lune von der Strecke ab, um die Place de la Demi-Lune zu erreichen und eine Umsteigemöglichkeit zur Straßenbahn herzustellen. Eine zweite Strecke (zwei Kilometer lang und ab 1916 durch die OTL elektrifiziert) zweigte im Bahnhof der FOL in Demi-Lune („La Pomme“ genannt) ab, um nach einer weiten Kurve den Bahnhof Écully-la-Demi-Lune der PLM zu erreichen, wodurch vor allem das Versenden und der Empfang von Fracht über das Schienennetz ermöglicht wurde. Das funktionierte von 1895 bis zum Juni 1935.
Im weiteren Verlauf folgte die Strecke folgte dem Bachlauf der Charbonnières, den sie bei Alaï mit einem Viadukt überquerte. Nach dem Einschnitt von „Bel Air“ verlief sie durch das Tal der Yzeron flussaufwärts bis zum Halt La Pillardière, der noch erkennbar ist. Danach ging es am linken Ufer der Yzeron entlang, in Craponne wurde die Hochebene des Lyonnais erreicht. Nach dem dortigen Bahnhof durchquerte die Strecke die Hochebene, um nach Le Tupinier und Grézieu-la-Varenne zu gelangen.
Im Bahnhof von Le Tupinier lag die Abzweigung nach Mornant. Hinter Grézieu überquerte ein steinerner Viadukt eine Senke und führte zum Bahnhof Maison Blanche in Vaugneray, der Endstation von 1886 bis 1906. Später wurde die Strecke nach Vaugneray-Bourg verlängert. Sie führte zunächst am Straßenrand entlang und wechselte in die Straßenmitte, ehe sie die Endstation im Zentrum von Vaugneray erreichte. Da dieser Abschnitt eine Steigung bis zu 32 ‰ aufwies, konnten dort nur elektrische Triebwagen fahren.

### Stationen und Haltepunkte
- Saint-Just (km 0,0)
- Les Massues (Haltepunkt; km 1,77)

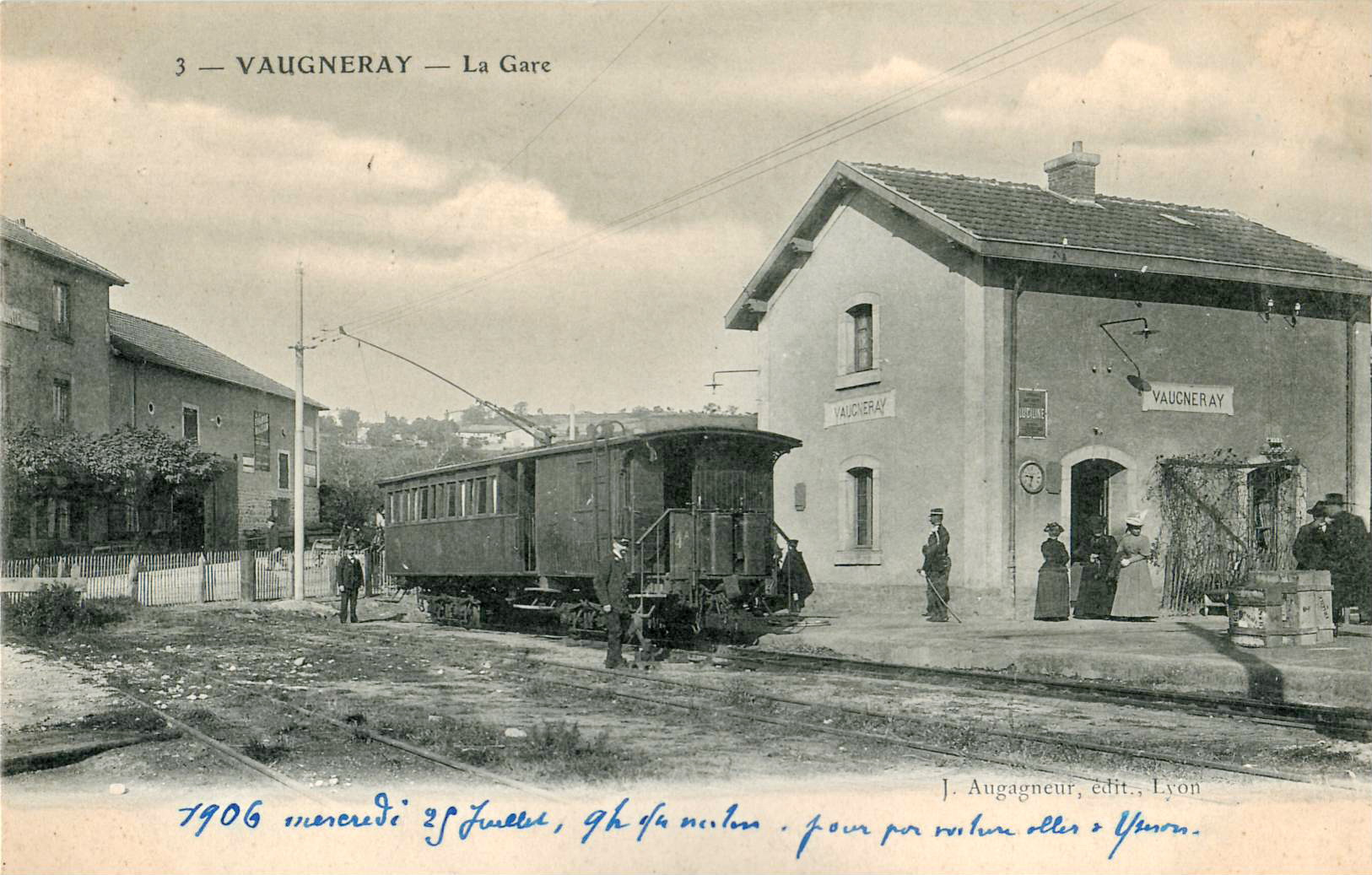
Bahnhof Vaugneray, um 1906

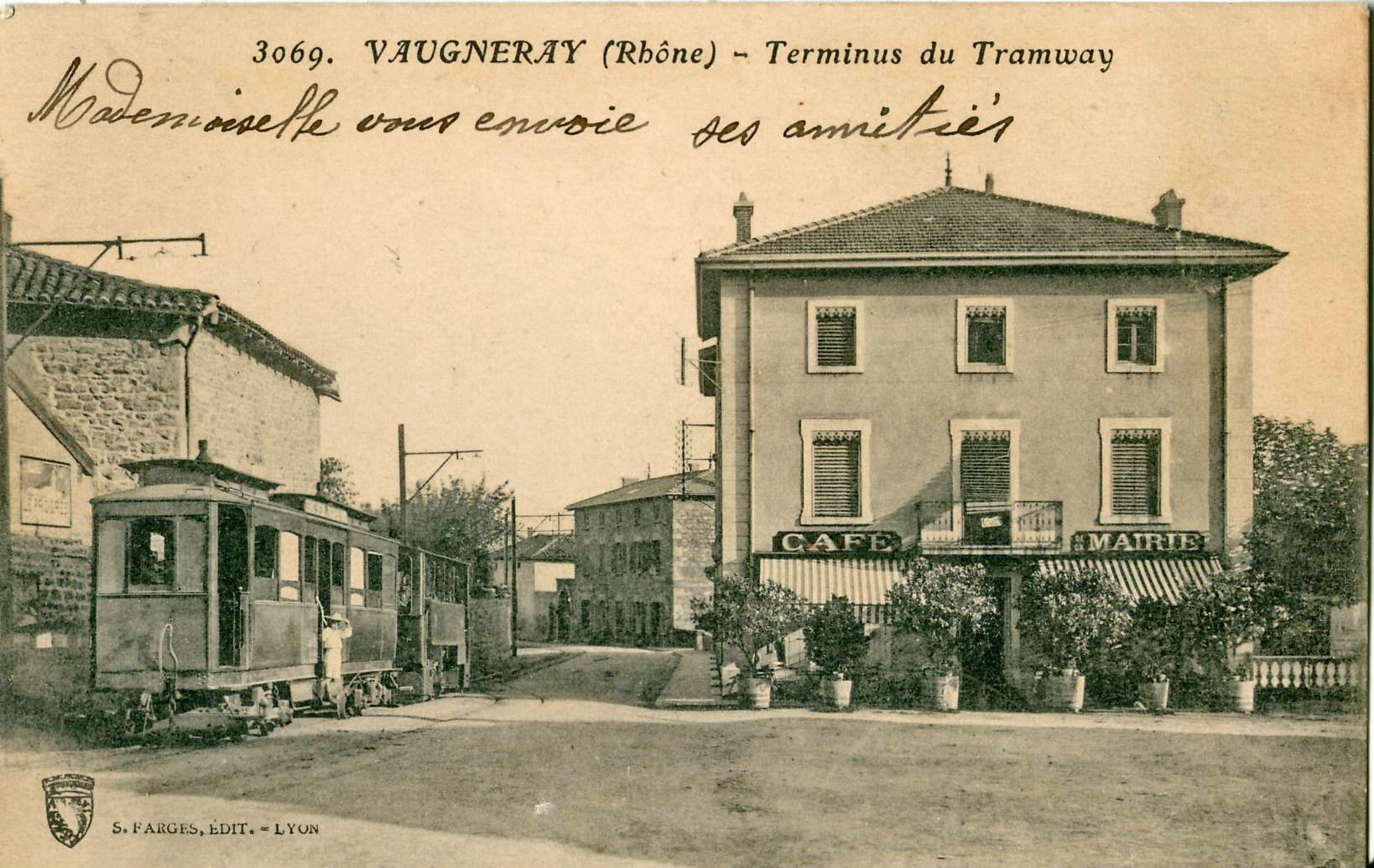
Endbahnhof Vaugneray-Bourg

  - Place de la Demi-Lune (Bahnhof; km 3,0; Zweigstrecke in Betrieb von 1900 bis 1901)
- La Demi-Lune (Haltepunkt; km 2,73)
- La Demi-Lune (Bahnhof; km 3,32)
  - Tassin-Écully-la-Demi-Lune (Bahnhof an Zweigstrecke; km 5,3)
- Francheville (Haltepunkt Alaï; km 4,47)
- Francheville (Bahnhof Étoile d'Alaï; km 4,91)
- La Patelière (Haltepunkt; km 6,72)
- Craponne (Haltepunkt; km 7,60)
- Craponne Centre (Bahnhof; km 8,66)
- Le Tupinier (Bahnhof; km 9,84; Zweigstrecke nach Mornant)
- Grézieu-la-Varenne (Bahnhof; km 11,26)
- La Chanconche  (Haltepunkt; km 12,55)
- Vaugneray-Maison blanche (Endstation von 1886 bis 1906; km 13,50)
- Vaugneray-Bourg (Endbahnhof in der Ortsmitte; km 14,9)

### Elektrifizierung
Die Strecke wurde 1899 mit 550 V Gleichspannung elektrifiziert, die in einem Kraftwerk in der Nähe des Depots Saint-Just mit Unterstützung eines weiteren Werks in Tupinier erzeugt wurde.

## Betrieb

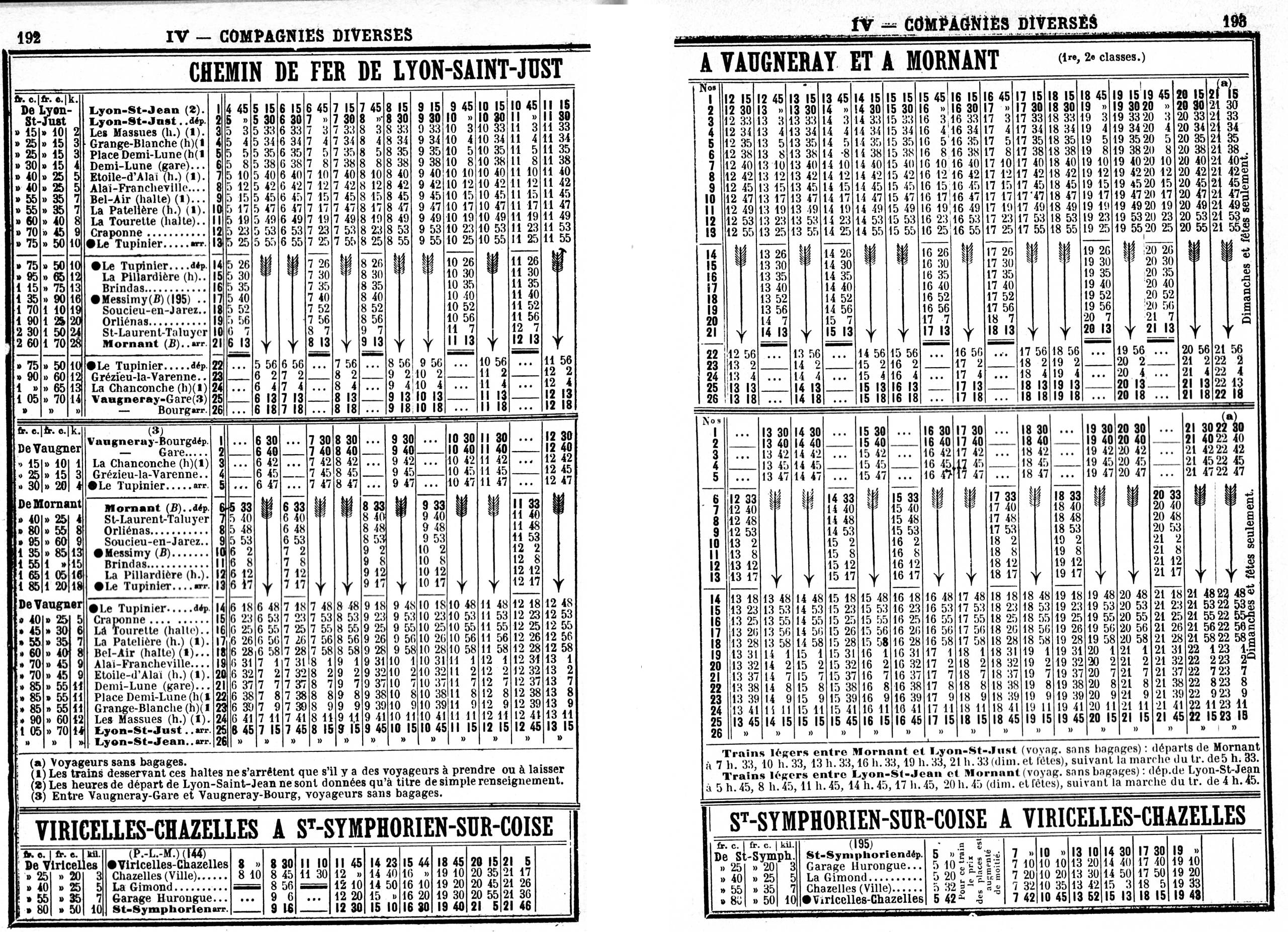
Fahrpläne der Linie im Mai 1914

### Fahrzeuge

#### Dampfbetrieb
Zur Eröffnung der Linie im Jahr 1886 waren vorhanden:
- vier Tenderlokomotiven des Typs 031T, gebaut bei Fives-Lille
- vier Personenwagen erster Klasse
- 16 Wagen zweiter Klasse
- etwa 80 Güterwagen drei verschiedener Typen: gedeckte Güterwagen, Flachwagen und offene Güterwagen

1895 wurden von Fives zwei weitere Tenderlokomotiven der Bauart 031T geliefert.
Um das Verkehrsaufkommen zu bewältigen, wurden zwei gebrauchte Maschinen mit den Nummern 15 und 16 bei den Voies ferrées du Dauphiné erworben. Dabei handelt es sich um 1893 gebaute Straßenbahnlokomotiven des Typs 030T bicabine der Firma Blanc-Misseron.

#### Elektrische Fahrzeuge
Fahrzeuge der FOL
Als der elektrische Antrieb eingeführt wurde, wurden folgende Fahrzeuge geliefert:
- vier „Buire“-Triebwagen, die von der Firma La Buire auf der Basis von Personenwagen gebaut wurden
- fünf „Vierzon“-Triebwagen mit Drehgestell, hergestellt von der Firma Hanquet & Hautfort

Unterstützung durch die Straßenbahn Lyon (OTL)
Nach dem Zusammenschluss von FOL und OTL stellte letztere folgendes Material in Dienst:
- zehn Triebwagen NLT, genannt „Chemin de fer“ (Eisenbahn) – dabei handelte es sich um Drehgestelllokomotiven, die auf die Norm von FOL umgestellt worden waren.
- 1914 bestellte die OTL in Belgien 26 Triebwagen bei der Firma La Construction in Manage, Hainaut – diese Triebwagen wurden „Manage“ genannt und verkehrten 40 Jahre lang bis zur Einstellung der Strecke im Jahr 1954

### Ende des Betriebs
Am 2. November 1954 wurde die Bahnstrecke stillgelegt und durch Renault-Busse des Typs R 4211 der OTL (Linie 37) ersetzt.
Die Buslinie wurde am 28. Februar 1957 durch das Unternehmen Lafond mit Chausson-Bussen weiterbetrieben. 1974 erfolgte die Übernahme des Betriebs durch die Transports en commun lyonnais (TCL; Linie Quai de la Pêcherie–Tassin–Craponne–Vaugneray). Seit 1976 wird die Strecke von der Linie 73 bedient.

## Relikte
Es gibt noch einige Überreste zu sehen, die von der Anstrengung zeugen, die nötig war, um den Zugverkehr zu realisieren.
Bahntrasse
- Der Bahnverlauf existiert noch als Fußweg zwischen Saint Just und La Demi Lune, wobei der Tunnel von Massues durchquert wird
- Pfeiler des Viadukts von Alaï sind noch sichtbar
- Die Trasse ist noch im Tal der Yzeron stromab bei Craponne zu sehen
- Zwischen Craponne und Vaugneray ist die Trasse noch erkennbar

Gebäude
- Der ehemalige Bahnhof von La Demi Lune wird als Lokal genutzt
- Der ehemalige Bahnhof von Vaugneray wird heute von der DDE genutzt[Anm. 3]

## Projekte
Es gibt verschiedene Studien, die untersuchen, ob Teile der Infrastruktur für Bustrassen genutzt werden können, vor allem auf dem Abschnitt zwischen Craponne und Vaugneray.
Der Verkehrsverbund SYTRAL sieht eine schnelle Anbindung des Westens von Lyon durch zwei Linien vor: Gorge-de-Loup–Vaugneray und Gorge-de-Loup–Brindas, die ab 2013 einen Teil der alten Trasse der Bahn verwenden soll.